# Lista de economistas da Escola Austríaca

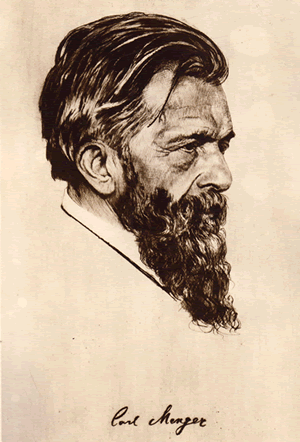
Carl Menger (1840 – 1921), fundador da Escola Austríaca.

Esta é uma lista (incompleta) de economistas da Escola Austríaca, uma escola de pensamento econômico que enfatiza o poder de organização espontânea do mecanismo de preços.

## Economistas austríacos
| Imagem | Nome                   | Nascimento | Falecimento | Nacionalidade     | Alma Mater (pós-graduação)                          | Notas |
| ------ | ---------------------- | ---------- | ----------- | ----------------- | --------------------------------------------------- | --- |
|        | Carl Menger            | 1840       | 1921        | austríaco         | Universidade Jaguelônica                            | Fundador da Escola Austríaca, famoso pelas contribuições no desenvolvimento da teoria da utilidade marginal, que contestava as teorias de valor com base em custos de produção, desenvolvidas por economistas clássicos como Adam Smith e David Ricardo.                                                                   |
|        | Eugen von Böhm-Bawerk  | 1851       | 1914        | austro-húngaro    |                                                     | Autor de um magnum opus de três volumes: Capital e Interesse. |
|        | Friedrich von Wieser   | 1851       | 1926        | austro-húngaro    | Universidade de Viena                               | Wieser tinha cargos nas universidades de Viena e Praga até suceder Menger em Viena em 1903, onde, junto com seu cunhado Eugen von Böhm-Bawerk, deu início a uma nova geração de economistas austríacos, incluindo Ludwig von Mises, Friedrich Hayek e Joseph Schumpeter entre o final do século XIX e início do século XX. |
|        | Frank Fetter           | 1863       | 1949        | americano         | Universidade de Halle-Wittenberg                    | Escreveu um tratado intitulado Os Princípios da Economia, contribuiu para o aumento do interesse americano por teorias da Escola Austríaca, como as Eugen von Böhm-Bawerk, Friedrich von Wieser, Ludwig von Mises e Friedrich Hayek.                                                                                       |
|        | Ludwig von Mises       | 1881       | 1973        | austríaco         | Universidade de Viena                               | Publicou seu magnum opus Ação Humana em 1949. Mises influenciou significativamente o movimento libertário desenvolvido nos Estados Unidos em meados do século XX. |
|        | Henry Hazlitt          | 1894       | 1993        | americano         |                                                     | Economista, filósofo, crítico literário e jornalista para periódicos famosos como The Wall Street Journal, The Nation, The American Mercury, Newsweek, e The New York Times. Reconhecido como intérprete de questões econômicas pela perspectiva do conservadorismo americano e do libertarianismo.                        |
|        | Frederick Nymeyer      | 1897       | ?           | americano         |                                                     | |
|        | Friedrich Hayek        | 1899       | 1992        | britânico         | Universidade de Viena                               | In 1974, Hayek recebeu o Prémio de Ciências Económicas em Memória de Alfred Nobel por seu "trabalho pioneiro na teoria do dinheiro e flutuações econômicas e... análises penetrantes na independência de fenômenos sociais, econômicos e institucionais."                                                                  |
|        | William Harold Hutt    | 1899       | 1988        | britânico         |                                                     | |
|        | Gottfried von Haberler | 1900       | 1995        | austríaco         |                                                     | |
|        | Fritz Machlup          | 1902       | 1983        | austro-húngaro    | Universidade de Viena                               | |
|        | Paul Rosenstein-Rodan  | 1902       | 1985        | polonês           |                                                     | |
|        | Ludwig Lachmann        | 1906       | 1990        | alemão            |                                                     | Suas ideias continuam a influenciar pesquisas científicas contemporâneas. Muitas disciplinas científicas e sociais baseiam-se, explicitamente ou implicitamente, na Escola Austríaca "subjetivista radical". |
|        | Kurt Richebächer       | 1918       | 2007        | alemão            |                                                     | |
|        | Hans Sennholz          | 1922       | 2007        | teuto-americano   | Universidade de Nova Iorque Universidade de Colônia | |
|        | Murray Rothbard        | 1926       | 1995        | americano         | Universidade Columbia                               | Autor e economista da Escola Austríaca que ajudou a definir o libertarianismo capitalista e popularizou uma forma de anarquismo de livre mercado que ele nomeou "anarcocapitalismo." Rothbard escreveu mais de vinte livros e é considerado uma figura central no movimento libertário.                                    |
|        | Israel Kirzner         | 1930       | Vivo        | americano         | Universidade de Nova Iorque                         | Seu maior trabalho é na economia do conhecimento e empreendedorismo e na ética do mercado. |
|        | Antal E. Fekete        | 1932       | Vivo        | húngaro-canadense |                                                     | |
|        | Ernest C. Pasour       | 1932       | Vivo        | americano         | Universidade Estadual de Michigan                   | |
|        | George Reisman         | 1937       | Vivo        | americano         | Universidade de Nova Iorque                         | |
|        | Pascal Salin           | 1939       | Vivo        | francês           | Universidade de Paris-Dauphine                      | |
|        | Henri Lepage           | 1941       | Vivo        | francês           |                                                     | |
|        | Walter Block           | 1941       | Vivo        | americano         | Universidade Columbia                               | |
|        | Robert Higgs           | 1944       | Vivo        | americano         | Universidade Johns Hopkins                          | |
|        | Roger Garrison         | 1944       | Vivo        | americano         | Universidade de Virgínia                            | |
|        | Marc Faber             | 1946       | Vivo        | suíço             | Universidade de Zurique                             | |
|        | Ubiratan Jorge Iorio   | 1946       | Vivo        | brasileiro        | Universidade do Estado do Rio de Janeiro            | |
|        | Antony Peter Mueller   | 1948       | Vivo        | alemão            | Universidade de Erlangen-Nuremberga                 | |
|        | David Gordon           | 1948       | Vivo        | americano         | UCLA                                                | |
|        | Hans-Hermann Hoppe     | 1949       | Vivo        | alemão            | Universidade de Frankfurt                           | |
|        | Joseph Salerno         | 1950       | Vivo        | americano         | Universidade Rutgers                                | |
|        | Randall G. Holcombe    | 1950       | Vivo        | americano         | Universidade do Estado da Flórida                   | |
|        | Richard Ebeling        | 1950       | Vivo        | americano         | Universidade de Middlesex                           | |
|        | Don Lavoie             | 1951       | 2001        | americano         | Universidade de Nova Iorque                         | |
|        | Lawrence Reed          | 1953       | Vivo        | americano         | Universidade de Slippery Rock                       | |
|        | Lawrence H. White      | 1954       | Vivo        | americano         | UCLA                                                | |
|        | Russell Roberts        | 1954       | Vivo        | americano         | Universidade de Chicago                             | |
|        | Jesús Huerta de Soto   | 1956       | Vivo        | espanhol          | Universidade Complutense de Madrid                  | |
|        | Donald J. Boudreaux    | 1958       | Vivo        | americano         | Universidade de Auburn                              | |
|        | Gene Callahan          | 1959       | Vivo        | americano         | Universidade de Cardiff                             | |
|        | Mark Thornton          | 1960       | Vivo        | americano         | Universidade de Auburn                              | |
|        | Peter Boettke          | 1960       | Vivo        | americano         | Universidade George Mason                           | |
|        | David Prychitko        | 1962       | Vivo        | americano         | Universidade George Mason                           | |
|        | Steven Horwitz         | 1964       | Vivo        | americano         | Universidade George Mason                           | |
|        | Peter G. Klein         | 1966       | Vivo        | americano         | Universidade da Califórnia em Berkeley              | |
|        | Mark Spitznagel        | 1971       | Vivo        | americano         | Universidade de Nova Iorque                         | |
|        | Robert P. Murphy       | 1976       | Vivo        | americano         | Universidade de Nova Iorque                         | |
|        | Christopher Coyne      | 1977       | Vivo        | americano         | Universidade George Mason                           | |
|        | Peter Leeson           | 1979       | Vivo        | americano         | Universidade George Mason                           | |